# Therese Willstedt
Therese Ulla Ann Willstedt (* 5. Mai 1984 in Växjö) ist eine schwedische Regisseurin und Choreografin.

## Leben
Therese Willstedt studierte von 2001 bis 2004 an der Ballettakademie in Göteborg und von 2008 bis 2012 Regie an der Danish National School of Performance Arts in Kopenhagen, wo sie auch unterrichtete. Sie lebt in Kopenhagen und arbeitet in Skandinavien, Deutschland und Palästina als Theaterregisseurin und Choreografin. Zusätzlich entwickelt sie Tanz-Theater-Performances.
In Deutschland zeigte sie im Rahmen des Körber Studios Junge Regie 2011 Johanna von Orleans am Thalia Theater Hamburg. Für ihre Inszenierung von Schillers Røverne am Aalborg Teater wurde sie 2013 für den dänischen Theaterpreis als beste Theaterregisseurin nominiert. In den vergangenen Jahren inszenierte sie in Dänemark, unter anderem am Königlichen Theater in Kopenhagen, dem Odense Teater und dem Teater Nordkraft.
Seit Mitte 2017 ist sie Leiterin des Schauspiels am Regionteatern Blekinge Kronoberg in Schweden.

## Inszenierungen (Auswahl)
- 2010 Good night mother von Masha Norman an der Danish National School of Performing Arts[3]
- 2011 Johanna von Orleans nach Friedrich Schiller am Thalia Theater Hamburg[6]
- 2015 Richard III. von William Shakespeare am Aalborg Teater[7]
- 2016 Das Jahr magischen Denkens von Joan Didion am Schauspiel Frankfurt[8]
- 2016 Adams Äpfel von Anders Thomas Jensen am Schauspiel Köln[9]
- 2017 Helligtrekongersaften eller Hvad I vil von William Shakespeare am Det Kongelige Teater[10]
- 2018 Woyzeck von Georg Büchner am Schauspiel Köln[11]
- 2024 Orlando nach Virginia Woolf am Burgtheater Wien[12]